# Удружење особа са инвалидитетом Бубамара
Удружење особа са инвалидитетом Бубамара је удружење грађана основано 1984. године у Винковцима у Хрватској са циљем промовисања једнаких могућности за особе са инвалидитетом. Са преко 1,400 чланова и преко 200 стално и повремено запослених, Бубамара је једна од највећих организација цивилног друштва у Хрватској специфична по томе што се у своме раду фокусира на све одлике инвалидитета. Кроз године постојања удружење је провело више од 150 пројеката уз подршку како локалних хрватских, тако и иностраних институција, организација и појединаца. У овиру пројекта прекограничне сарадње са Републиком Србијом, а као део такозваног „CBC (енг: cross-border-cooperation)” програма Хрватска-Србија 2007-2013 удружењу је одобрен пројекат у вредности од 700,000 евра.

## Историја
Удружење особа са инвалидитетом Бубамара основана је 21. децембра 1984. године. 2012. године удружењу је додељења некадашња Основне школе Иван Мажуранић у Винковцима површине од 500 метара квадратних, а у свечаности приликом отварања нових простора учествовао је и жупан Вуковарско-сремске жупаније Божо Галић.

## Активности
Активности удружења подржане су од стране локалних, националних и међународних партнера. Министарство за демографију, породицу, младе и социјалну политику подржало је удружење кроз програм "Заједничком сарадњом у превенцији институционализације" са 333.667,00 куна и кроз успешне пројекте пружање услуга личних асистената са 432.542,00 кн и асистената у настави са 290.433,00 кн. ОТП Банка је удрузи донирала 5.000,00 кн, РТЛ помаже деци "Игром до здравља" - 50.000,00 кн, Град Винковци средствима за социјално-хуманитарне пројекте 80.000,00 кн и за асистенте у настави 60.000,00 кн. Од међународних донатора, удрузи је из фондова Европске уније на основу успешног пројекта додељено 250.000,00 €, а из Фонда Уједињених нација за демократију 174.900,00 $. У оквиру пројекта прекограничне сарадње са Србијом, а у склопу ЦБЦ програма Хрватска-Србија 2007-2013 удрузи је одобрен пројекат у вредности 700.000 евра.
Једна од активности удружења је и покретање кафића који запошљава особе са Дауновим синдромом којим се жели одговорити на негативне статистике по којима је удео особа са инвалидитетом у укупном броју запослених у Хрватској тек 1,1%. Град Винковци кафићу је на коришћење уступио простор у центру града.